# إيرين تشان
إيرين تشان (بالإنجليزية: Irene Chan)‏ هي مصممة مطبوعات أمريكية، ولدت في 1965 في سان فرانسيسكو في الولايات المتحدة.